# السمفونية الريفية
رواية السيمفونية الريفية (La Symphonie Pastorale) هي إحدى أبرز أعمال الكاتب الفرنسي أندريه جيد، الحائز على جائزة نوبل
في الأدب عام 1947. نُشرت الرواية لأول مرة عام 1919، وتُعد من أكثر أعماله تأثيرًا وانتشارًا، وقد تُرجمت إلى عدة لغات، منها العربية، حيث صدرت أول ترجمة في القاهرة عام 1938.

## أحداث الرواية
تدور أحداث رواية السيمفونية الريفية للكاتب الفرنسي أندريه جيد في الريف السويسري، حيث يتبنى قسّ بروتستانتي فتاة عمياء تُدعى جيرترود، ويبدأ في تعليمها وتثقيفها ضمن إطار من الرعاية الدينية والأخلاقية. ومع مرور الوقت، تنشأ علاقة معقدة بين القس والفتاة، تتداخل فيها مشاعر الحب والواجب، مما يكشف عن صراع داخلي لدى القس بين التزامه الديني ورغباته الإنسانية. تتطور الأحداث حين تستعيد جيرترود بصرها، فتبدأ برؤية العالم من منظور مختلف، وتدرك حقيقة مشاعر القس، مما يؤدي إلى تصدع العلاقة بينهما. تُروى الرواية بأسلوب اليوميات، وتُسلط الضوء على التناقض بين الإيمان والضمير، وتطرح تساؤلات فلسفية حول الحرية، الحب، والوعي الأخلاقي.
شخصيات الرواية
- القسّ الراوي: رجل دين بروتستانتي يعيش في الريف السويسري، يتبنى جيرترود ويقوم بتعليمها، ويعاني من صراع داخلي بين واجبه الديني ومشاعره تجاهها.
- جيرترود: فتاة عمياء يتبناها القس، وتستعيد بصرها لاحقًا، مما يغير نظرتها للعالم ولعلاقتها بالقس.
- زوجة القس: شخصية ثانوية لكنها تلعب دورًا مهمًا في إبراز التوترات داخل الأسرة، وتكشف عن جوانب من شخصية القس.
- جاك: ابن القس، يمثل وجهًا آخر للصراع العاطفي، إذ تنشأ بينه وبين جيرترود علاقة معقدة بعد أن تبصر.

## اقتباس من الرواية
"أخشى أن يكون ما نسميه ضميرًا ليس إلا انعكاسًا لما يرضاه المجتمع." هذا الاقتباس يكشف عن التوتر بين الأخلاق الفردية والمعايير الاجتماعية.
"أحيانًا، لا نعرف إن كنا نحب لأننا نريد الخير للآخر، أم لأننا نريد أن نشعر بأننا طيبون." تأمل في طبيعة الحب ونقاء النوايا.
"كنت أظن أنني أربيها على الفضيلة، فإذا بي أوقظ فيها شيئًا آخر." يعكس صراع القس الداخلي بين التربية الدينية والمشاعر الإنسانية.
"كنت أظن أنني أوجهها نحو النور، فإذا بي أُعميها بنوري." يعكس هذا الاقتباس التناقض بين النية الطيبة والنتائج غير المتوقعة.
"الفضيلة التي لا تُختبر، تظل مجرد احتمال." تأمل في معنى الأخلاق عندما تواجه التجربة الحقيقية.

"حين أبصرت، لم ترني كما كنت أراها." يعبّر عن التحول في العلاقة بعد أن استعادت جيرترود بصرها.

## أسلوب الرواية
تُكتب رواية السيمفونية الريفية بأسلوب اليوميات، حيث يتخذ الكاتب أندريه جيد من القسّ الراوي صوتًا سرديًا يعكس تأملاته الداخلية وتفاعلاته مع الشخصيات الأخرى، لا سيما جيرترود. يتميز الأسلوب بالبساطة والعمق في آنٍ واحد، إذ يدمج بين السرد الذاتي والتحليل النفسي، ويعتمد على لغة شاعرية هادئة تُبرز التناقضات الأخلاقية والدينية التي يعيشها الراوي. كما يتخلل النص نبرة فلسفية تتأمل في مفاهيم مثل الحب، الفضيلة، والضمير، مما يمنح الرواية طابعًا introspective (استبطانيًا) يعبّر عن صراع الإنسان مع ذاته ومحيطه